# Stanisław Holly

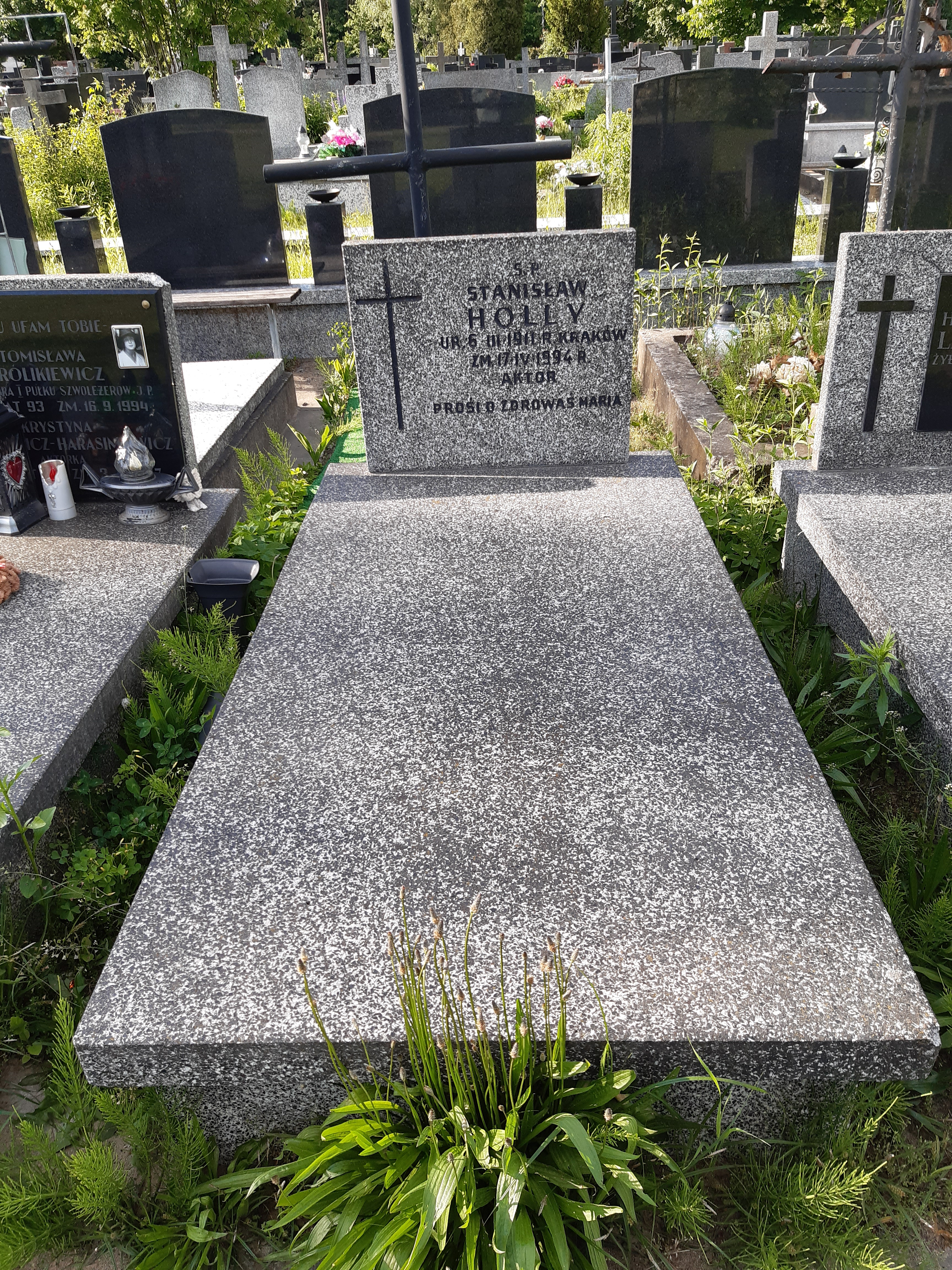
Grób Stanisława Holly na cmentarzu w Skolimowie

Stanisław Holly (ur. 6 marca 1911 w Krakowie, zm. 17 kwietnia 1994 w Skolimowie) – polski aktor filmowy, teatralny i telewizyjny, a także śpiewak.

## Życiorys
Ukończył w roku 1935 w Krakowie Akademię Handlową i studia prawnicze w 1946 roku na Uniwersytecie Jagiellońskim. Od 1935 roku uczył się śpiewu. W latach 1936–1940 pracował w lwowskim oddziale Banku Polskiego, w czasie urlopu w sezonie 1937/1938 zadebiutował w operetce lwowskiej. Po wojnie początkowo był zatrudniony w bankach w Łodzi i Przemyślu, później prowadził własny zespół rewiowy (1946–1947), w którym był równocześnie śpiewakiem i konferansjerem, współpracował z Teatrem „Groteska” w Krakowie (1953–1954), z PPIE w Łodzi (1955–1956). W 1957 roku grał w Teatrze Powszechnym im. Wysockiej w Krakowie, a następnie tamże w Miejskim Teatrze Muzycznym. W sezonie 1960/1961 był w zespole Teatru im. Solskiego w Tarnowie, w sezonie 1961/1962 w zespole Sceny Objazdowej Teatru Wybrzeże w Gdańsku, w sezonie 1964/1965 w Teatrze Polskim w Bielsku-Białej, w sezonie 1965/1966 w Operetce Śląskiej w Bytomiu, w sezonie 1966/1967 w Teatrze Ziemi Pomorskiej w Grudziądzu. Przez wiele lat był instruktorem i reżyserem zespołów amatorskich. W sezonie 1981/1982 należał do zespołu Teatru Dramatycznego w Elblągu. W 1983 roku zamieszkał w Domu Artystów Weteranów Scen Polskich w Skolimowie. Został pochowany na cmentarzu parafialnym w  Skolimowie.

## Filmografia (wybór)
- 1958: Miasteczko jako Ksiądz
- 1959: Lunatycy jako Doktor Rutkiewicz
- 1980: Rycerz jako Stary Mnich
- 1987: Rzeka kłamstwa jako Stach
- 1992: Dotknięcie ręki jako kandydat na sekretarza Kesdiego